# Il canto sospeso
Il canto sospeso (Unterbrochener Gesang) ist eine Komposition von Luigi Nono. Die textliche Basis des 9-teiligen Werkes für Sopran, Alt, Tenor, Chor und Orchester sind letzte Briefe zum Tode Verurteilter aus dem europäischen Widerstand, Lettere di condannati a morte della Resistenza Europea, die erstmals im Jahr 1954 bei Giulio Einaudi (Turin) in einem Sammelband erschienen. Die Komposition Il canto sospeso entstand im Jahr 1956.

## Textgrundlage
Nono wählte für seine Komposition zehn Briefe junger Frauen und Männer aus, auf deren Grundlage er den Text zu dem Chorwerk Il canto sospeso bildete. Es sind die Abschiedsbriefe von:
- Anton Popow (Bulgarien – Lehrer und Journalist, 26 Jahre)[1]
- Andreas Likourinos (Griechenland – Schüler, 14 Jahre)[2]
- Eleftherios Kiossès (Griechenland – Student, 19 Jahre)[3]
- Konstantinos Sirbas (Griechenland – Friseur, 22 Jahre)[4]
- Chaim (Galizien) (Polen – Bauernjunge, 14 Jahre)[5]
- Esther Srul (Polen)[6]
- Ljubow Grigorjewna Schewzowa (UdSSR)[7]
- Irina Malozon (UdSSR)[8]
- Eusebio Giambone (Italien – Schriftsetzer, 40 Jahre)[9]
- Elli Voigt (Deutschland – Arbeiterin, 32 Jahre)[10]

## Widmung
Die Komposition Il canto sospeso, die im Verlag Schott Music International erschien, widmete Luigi Nono a tutti loro, „all denen“.
Luigi Nono zu den Abschiedsbriefen in seiner Komposition:

„Die Botschaft jener Briefe der zum Tode verurteilten Menschen ist in mein Herz eingegraben wie in die Herzen all jener, die diese Briefe verstehen als Zeugnis von Liebe, bewusster Entscheidung und Verantwortung gegenüber dem Leben und als Vorbild einer Opferbereitschaft und des Widerstandes gegen den Nazismus, dieses Monstrum des Irrationalismus, welches die Zerstörung der Vernunft versuchte.“

## Uraufführung
Ursprünglich hatte Luigi Nono zu dem Werk einen Kompositionsauftrag für das Kranichsteiner Musikfest in Darmstadt erhalten. Da sich die Fertigstellung der Partitur verzögerte, vermittelte Nonos Mentor Hermann Scherchen die Erstaufführung zum Westdeutschen Rundfunk (Hauptabteilung Musik im WDR) nach Köln. Scherchen selber übernahm das Dirigat bei der Uraufführung am 24. Oktober 1956.

## Besetzung
Il canto sospeso ist eine 9-teilige Kantate für Sopran, Alt und Tenor, Chor und Orchester. Letzteres umfasst:
- 4 Flöten (auch Piccoloflöte)
- 2 Oboen
- 2 Klarinetten
- Bassklarinette
- 2 Fagotte
- 6 Hörner
- 5 Trompeten
- 5 Posaunen
- 3 Pauken
- 5 Trommeln ohne Schnarrsaiten
- 5 Hängende Becken
- Vibraphon, Xylofon, Marimba, Glockenspiel
- 12 Glocken
- 2 Harfen
- Celesta
- Violinen I und II
- Violen
- Violoncelli
- Kontrabässe

## Politischer und gesellschaftlicher Bezug
Luigi Nono zur Struktur seiner Musik:

„Ein musikalisches Konzept, in dem jeder Tonpunkt in sich hermetisch geschlossen ist, entspricht einem Denken, das mir völlig fremd ist. Das würde auf den Alltag übertragen bedeuten, dass jeder Mensch sich selbst genug sei und nur darauf ausgehen müsse, sich selbst zu realisieren. Für mich stand aber immer schon fest, dass ein Mensch sich ausschließlich zu den Mitmenschen und zur Gesellschaft realisieren kann. In meinen frühen Stücken sind denn auch die Tonpunkte gar nicht so wichtig. Ich wollte eine horizontale melodische Konstruktion, die sämtliche Register ergreift: ein Schweben von Laut zu Laut, von Silbe zu Silbe – eine Linie, die manchmal aus der Abfolge von Einzel-Tönen oder Einzel-Tonhöhen entsteht und manchmal sich verdickt zu Klängen.“

Helmut Lachenmann zum Verhältnis Künstler – Gesellschaft bei Luigi Nono:

„Komponieren ist in eine fast ausweglose Problematik geraten. Für diese Gesellschaft oder gegen sie komponieren ist für diese dasselbe und birgt die Gefahr, womöglich gerade dann, wenn man diese Gesellschaft ganz empfindlich treffen will, sich von ihr heimtückisch umarmen zu lassen. So lautet das Grundproblem des Komponierens heute: wie befreie ich die kompositionstechnischen Mittel von ihren in der Gesellschaft etablierten Fehlinterpretationen so, dass ich in die Lage komme, mich als schöpferischer Künstler zu dieser Gesellschaft frei und kritisch zu verhalten? Vorausgehen muss dem aber die Einsicht der politischen Relevanz jeglicher künstlerischer Aktivität und Mitteilung. Vor dieser Einsicht haben sich, wie gesagt, fast alle gedrückt. Wichtigste Ausnahme: Luigi Nono.“

Massimo Mila zur ethischen Aussage der Komposition Il canto sospeso:

„Im Canto sospeso gibt es auch nicht den Schatten einer billigen sentimentalen Erpressung, die mehrmals die überlebenden Widerstandskämpfer dazu angeregt hat, Leconte de Lisle zu paraphrasieren: Es ist verboten, auf den Gräbern unserer Toten Noten abzulegen. Im Gegensatz dazu ist das höchste Lob, das man dem Canto sospeso schreiben kann, das, dass die Musik sich der vertonten Texte würdig erweist, und dass es ihr gelingt, in ihrer eigenen Sphäre die dramatische moralische Höhe der Briefe zum Tode verurteilter Widerstandskämpfer zu beherrschen und neu zu schaffen, dieser Worte, deren Gültigkeit von der entscheidendsten aller Proben bestätigt worden ist.“

## Nonoprojekt

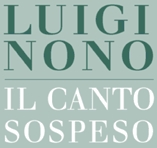
Logo Nonoprojekt

Die Komposition Il canto sospeso und die Briefe, die Luigi Nono als textliche Grundlage aus dem Sammelband Lettere di condannati a morte della Resistenza Europea (Letzte Briefe zum Tode Verurteilter aus dem europäischen Widerstand) ausgewählt hat, sind die Basis für das Nonoprojekt, das auf Initiative von Claudio Abbado zusammen mit der Fondazione L’Unione Europea Berlin und IncontriEuropei für Schulen in Europa entwickelt wurde. Entstanden sind verschiedene DVD-Produktionen als Impuls für den Projektunterricht.

## Publikationen
Die Übersetzungen der von Luigi Nono für Il canto sospeso ausgewählten Abschiedsbriefe wurden in Kooperation mit Canzoni contro la guerra, einem italienischen Webportal, im Internet zur Verfügung gestellt. Die Briefe sind in mehreren Übersetzungen dokumentiert:
Italienisch, Englisch, Französisch, Spanisch,  Portugiesisch,  Niederländisch,  Rumänisch,  Bulgarisch,
Kroatisch,  Serbisch, Polnisch und Dänisch / Färöisch.